# Далия Скай
Далия Скай (англ. Dahlia Sky, 10 августа 1989 года, Лейк-Элсинор, Калифорния, США — 30 июня 2021 года), ранее известная как Бэйли Блю (англ. Bailey Blue) — сценический псевдоним американской порноактрисы.

## Карьера
Скай пришла в порноиндустрию в декабре 2010 года, после того, как её заметил один из агентов на Myspace и предложил подписать с ним контракт. Свою первую сцену она сняла для сайта FuckedHard18.com. В октябре 2012 года она подписала контракт с агентством Spiegler Girls.
8 января 2014 года Скай объявила, что меняет свой сценический псевдоним с Бэйли Блю на Далия Скай. Это изменение она объяснила тем, что веб-мастер её сайта BaileyBluexxx.com получил письмо с требованием прекратить противоправные действия и использовать этот псевдоним от компании по производству одежды Bailey Blue, основанной в 2004 году и зарегистрировавшей этот товарный знак в 2007 году. Имя Далия она выбрала в честь одной из своих любимых групп The Black Dahlia Murder, а Скай из-за его схожести с Блю.
В мае 2014 года Скай дебютировала в качестве режиссёра, сняв сцену для сайта PawnThatPussy.com.
За карьеру снялась более чем в 600 порнофильмах.

## Смерть
Покончила с собой в июне 2021 году выстрелив в голову в собственной машине. Далия Скай к тому моменту боролась с четвёртой стадией рака молочной железы и страдала депрессией.

## Награды и номинации
| Год  | Награда          | Результат | Категория | Фильм                     |
| ---- | ---------------- | --------- | --- | ------------------------- |
| 2014 | AVN Award        | Номинация | Лучшая сцена секса парень/девушка (с Ксандером Корвусом) | The Temptation of Eve     |
| 2014 | AVN Award        | Номинация | Лучшая сцена двойного проникновения (с Рамоном Номаром и Карло Каррера) | Bailey Blue Wide Open     |
| 2014 | AVN Award        | Номинация | Лучшая актриса второго плана | Change of Heart           |
| 2014 | AVN Award        | Номинация | Лучшая сцена триолизма — Ж/Ж/М (с Кристи Мак и Тони Рибасом) | I Am Christy Mack         |
| 2014 | AVN Award        | Номинация | Исполнительница года | н/д                       |
| 2014 | NightMoves Award | Номинация | Лучшая актриса | н/д                       |
| 2014 | XBIZ Award       | Номинация | Лучшая актриса второго плана | The Temptation of Eve     |
| 2015 | AVN Award        | Номинация | Лучшая сцена двойного проникновения (с Джеймсом Дином и Миком Блю) | DP Me                     |
| 2015 | AVN Award        | Номинация | Лучшая сцена группового секса (с Лолой Рив, Бритни Эмбер, Лолой Фокс, Анникой Элбрайт, Эбби Кросс, Роми Рейн, Алиной Ли, Каш Каш, Томми Ганом, Коко, Тони Рибасом, Миком Блю, Аланом Стаффардом, Кени Стайлзом, Биллои Бэйли, Джиованни Франческо, Карло Карерра и Ричи Калхуном) | Orgy Initiation of Lola   |
| 2015 | AVN Award        | Номинация | Лучшая сцена группового секса (с Шанель Престон, Роми Рейн, Алектрой Блу, Саммер Бриль, Романом Номаром, Эриком Эверхардом и Миком Блю) | Orgy Masters 4            |
| 2015 | AVN Award        | Номинация | Лучшая сцена секса от первого лица (с Рокко Сиффреди) | Rocco’s Coming in America |
| 2015 | AVN Award        | Номинация | Исполнительница года | н/д                       |
| 2015 | XBIZ Award       | Номинация | Лучшая сцена — не полнометражный фильм (с Тринити Сент Клер и Мануэлем Феррара) | Evil Anal 20              |